# NHK神户放送局
NHK神户放送局（日语：NHK神戶放送局），又译NHK神戶广播电视台，是日本放送協會位於兵庫縣神戶市、負責主管士兵庫縣當地事務的地方廣播電視台（放送局）。

## 频道频率一览

### 电视频道
- NHK综合频道（呼号JOPP-DTV）

### 广播频率
- NHK调频广播（呼号JOPP-FM）

## 外部連結
- NHK神戸放送局 （页面存档备份，存于）
- NHK神户放送局的X（前Twitter）